# Trận Montijo
Trận Montijo là một trận đánh diễn ra vào ngày 26 tháng 5 năm 1644 tại Montijo, Tây Ban Nha, giữa lực lượng Bồ Đào Nha và Tây Ban Nha. Mặc dù trận đánh kết thúc với chiến thắng Bồ Đào Nha, người Tây Ban Nha coi nó là một chiến công thành công vì họ đã ngăn Matias de Albuquerque chiếm được Badajoz mặc dù Albuquerque không có ý tấn công thành phố này. Do tính chất hỗn loạn của trận đánh, con số thiệt hại thay đổi.

## Bối cảnh
Tướng Matias de Albuquerque người Bồ Đào Nha biết người Tây Ban Nha được chỉ huy bởi Marquis of Torrecusa, một chiến thuật quân sự nổi tiếng, và muốn khẳng định sự có mặt của chính mình. Ông ta đã tập hợp 6.000 binh lính, 1.100 k cav binh và 6 khẩu pháo, để chiến đấu. Ông vượt qua biên giới tấn công, cướp bóc và đốt cháy Vilar del Rey, Puebla và Boca de Manfarete cho đến khi đến thị trấn Montijo, đầu hàng không chiến đấu.

## Trận chiến
Không gặp quân Tây Ban Nha, Matias de Albuquerque quyết định trở lại Alentejo. Trong khi đi diễu hành, người Bồ Đào Nha đã phải đối mặt với một lực lượng Tây Ban Nha từ quân đội Torrecusa do Baron of Mollingen lãnh đạo bao gồm 4.000 binh lính và 1.700 kị binh. Ngày 26 tháng 5 năm 1644 hai quân đội đã gặp nhau không xa Montijo.
Các lực lượng của Mollingen thông qua một hình thức bán vòng tròn, cho phép một cuộc tấn công đồng thời vào phía trước của Bồ Đào Nha và cánh. Matias de Albuquerque, đang đi dạo với tốc độ chậm về phía Bồ Đào Nha, đã chuẩn bị cho một cuộc tấn công sau bằng cách đặt bộ binh vào hai đường phòng thủ với những thành hình mạnh nhất ở phía sau, toa xe chở hàng đầu tiên và k cav binh phân chia giữa hai cánh.
Các lực lượng của Mollingen thông qua một hình thức bán vòng tròn, cho phép một cuộc tấn công đồng thời vào phía trước của Bồ Đào Nha và cánh. [Matias de Albuquerque], đi dạo với tốc độ chậm đối với Bồ Đào Nha, đã chuẩn bị cho một cuộc tấn công phía sau bằng cách đặt bộ binh vào hai đường phòng thủ với sự hình thành mạnh nhất ở phía sau, toa xe chở hàng trong đội tiên phong và k cav binh phân chia giữa Hai bên sườn.
Sáu pháo của Bồ Đào Nha bắt đầu cuộc chiến, bên Tây Ban Nha sớm trả lời, nhưng rất không hiệu quả. K cav binh Tây Ban Nha tấn công phe cánh tả bên trái Bồ Đào Nha, định mệnh k cav binh 150 Hà Lan do đại úy Piper chỉ huy
Sự hoảng sợ đã lan đến phần còn lại của k cav binh trên cả hai cánh đồng, những người đã từ bỏ lĩnh vực này qua đường riêng của họ, trú ẩn trong rừng gần Xévora, khiến bộ binh thất bại. Do chính Mollingen lãnh đạo, k cav binh Tây Ban Nha dễ dàng mở ra một sự vi phạm ở trung tâm của các vị trí Bồ Đào Nha, lấy pháo binh Bồ Đào Nha. Suy nghĩ rằng trận đánh đã thắng, quân đội Mollingen rải rác tự vệ mà không quan tâm đến lĩnh vực cướp bóc. Con ngựa của Albuquerque đã bị giết và ông bị một sĩ quan Pháp tên là Lamorlé (đánh nhau với người Bồ Đào Nha), người đã cho anh ta một con ngựa.
Tận dụng sự thiếu hụt dự trữ và phân tán của Tây Ban Nha, Matias de Albuquerque và các sĩ quan của ông tập trung một số quân đội rải rác và nhanh chóng lấy lại pháo binh Bồ Đào Nha. D. João da Costa, một sĩ quan pháo binh Bồ Đào Nha, đã sử dụng pháo binh để ngăn chặn lực lượng Tây Ban Nha tập trung lại. [30] Quân đội Bồ Đào Nha tập hợp lại khu vực này, và lái xe người Tây Ban Nha qua Guadiana gây ra thiệt hại nặng nề